# Procloeon viridoculare
Procloeon viridoculare is een haft uit de familie Baetidae. De wetenschappelijke naam van de soort is voor het eerst geldig gepubliceerd in 1940 door Berner.
De soort komt voor in het Nearctisch gebied.